# Tobias Børkeeiet
Tobias Borchgrevink Børkeeiet (Bærum, 18 aprile 1999) è un calciatore norvegese, centrocampista del Rapid Vienna.

## Carriera

### Club
Børkeeiet ha cominciato la carriera con la maglia dello Stabæk, venendo aggregato in prima squadra dalla stagione 2016. Il 19 gennaio 2018 ha firmato il primo contratto professionistico. Ha esordito in Eliteserien l'11 marzo seguente, subentrando ad Hugo Vetlesen nel pareggio per 2-2 maturato sul campo dello Strømsgodset.
Il 5 luglio 2019 è passato ufficialmente ai danesi del Brøndby, legandosi con un contratto quinquennale.
Il 25 gennaio 2022 ha fatto ritorno in Norvegia, al Rosenborg: ha firmato un contratto valido fino al 31 dicembre 2025 e ha scelto di vestire la maglia numero 8.
Il 30 agosto 2024 si è trasferito agli austriaci del Rapid Vienna.

### Nazionale
Børkeeiet ha rappresentato la Norvegia a livello Under-17, Under-18, Under-19 e Under-21. Per quanto concerne quest'ultima selezione, ha ricevuto la prima convocazione dal commissario tecnico Leif Gunnar Smerud in data 28 agosto 2018, in vista della sfida contro l'Azerbaigian, valida per le qualificazioni al campionato europeo 2019. Ha esordito quindi il successivo 11 settembre, schierato titolare nella vittoria per 1-3 contro la selezione azera.

## Statistiche

### Presenze e reti nei club
Statistiche aggiornate al 30 agosto 2024.
| Stagione         | Club             | Campionato       | Campionato | Campionato | Coppe nazionali | Coppe nazionali | Coppe nazionali | Coppe continentali | Coppe continentali | Coppe continentali | Supercoppe | Supercoppe | Supercoppe | Totale | Totale |
| Stagione         | Club             | Comp             | Pres       | Reti       | Comp            | Pres            | Reti            | Comp               | Pres               | Reti               | Comp       | Pres       | Reti       | Pres   | Reti   |
| ---------------- | ---------------- | ---------------- | ---------- | ---------- | --------------- | --------------- | --------------- | ------------------ | ------------------ | ------------------ | ---------- | ---------- | ---------- | ------ | ------ |
| 2016             | Stabæk           | ES               | 0          | 0          | CN              | 0               | 0               | -                  | -                  | -                  | -          | -          | -          | 0      | 0      |
| 2017             | Stabæk           | ES               | 0          | 0          | CN              | 0               | 0               | -                  | -                  | -                  | -          | -          | -          | 0      | 0      |
| 2018             | Stabæk           | ES               | 27         | 0          | CN              | 3               | 0               | -                  | -                  | -                  | -          | -          | -          | 30     | 0      |
| gen.-lug. 2019   | Stabæk           | ES               | 10         | 0          | CN              | 2               | 0               | -                  | -                  | -                  | -          | -          | -          | 12     | 0      |
| Totale Stabæk    | Totale Stabæk    | Totale Stabæk    | 37         | 0          |                 | 5               | 0               |                    | -                  | -                  |            | -          | -          | 42     | 0      |
| 2019-2020        | Brøndby          | SL               | 10         | 0          | CD              | 0               | 0               | UEL                | 4                  | 0                  | -          | -          | -          | 14     | 0      |
| 2020-2021        | Brøndby          | SL               | 21         | 0          | CD              | 2               | 0               | -                  | -                  | -                  | -          | -          | -          | 23     | 0      |
| 2021-gen. 2022   | Brøndby          | SL               | 7          | 1          | CD              | 2               | 0               | UEL+UECL           | 3+1                | 0                  | -          | -          | -          | 13     | 1      |
| Totale Brøndby   | Totale Brøndby   | Totale Brøndby   | 38         | 1          |                 | 4               | 0               |                    | 8                  | 0                  |            | -          | -          | 50     | 1      |
| 2022             | Rosenborg        | ES               | 27         | 2          | CN              | 2               | 0               | -                  | -                  | -                  | -          | -          | -          | 29     | 2      |
| 2023             | Rosenborg        | ES               | 19         | 0          | CN              | 2               | 0               | UECL               | 4                  | 0                  | -          | -          | -          | 25     | 0      |
| gen.-ago. 2024   | Rosenborg        | ES               | 2          | 0          | CN              | 2               | 0               | -                  | -                  | -                  | -          | -          | -          | 4      | 0      |
| Totale Rosenborg | Totale Rosenborg | Totale Rosenborg | 48         | 2          |                 | 6               | 0               |                    | 4                  | 0                  |            | -          | -          | 58     | 2      |
| ago. 2023-2024   | Rapid Vienna     | BL               | 0          | 0          | CA              | 0               | 0               | UECL               | 0                  | 0                  | -          | -          | -          | 0      | 0      |
| Totale           | Totale           | Totale           | 123        | 3          |                 | 15              | 0               |                    | 12                 | 0                  |            | -          | -          | 150    | 3      |

## Palmarès

### Club

#### Competizioni nazionali
- Campionato danese: 1

Brøndby: 2020-2021